# Ercole Lissardi
Ercole Lissardi (Montevideo, 23 de febrero de 1951) es el seudónimo de un narrador y ensayista uruguayo. Sus novelas, de fuerte contenido erótico, se caracterizan por la intensidad narrativa y por la constelación de significados, que pretende resituar la experiencia erótica en el contexto de la peripecia humana.

## Biografía
Exiliado en México durante la dictadura militar uruguaya, comenzó a publicar tardíamente, en 1994. Desde entonces, publicó un libro de cuentos, veinticuatro novelas y tres libros de ensayos (dos de ellos en colaboración), además de numerosos artículos en publicaciones periódicas uruguayas en torno a cuestiones de erótica.  
Sus novelas, que él mismo define como «literatura erótica», en realidad hibridan la erótica con los más variados géneros (policial, fantástico, ciencia ficción, sentimental, político, existencial, etc.). Así, por ejemplo, Aurora lunar narra el frenesí erótico en el que cae un hombre luego de que recibe la información de que está enfermo y le quedan meses de vida; Los secretos de Romina Lucas narra la investigación que hace un hombre de la vida sexual de una mujer de la que se ha enamorado perdidamente al conocerla, instantes antes de que ella muera en un accidente de tránsito; Evangelio para el fin de los tiempos narra las peripecias de un grupo ante la inminencia del final catástrófico del planeta.
El impulso erótico es sólo uno de los hilos con los que se trenza el destino de los personajes de Lissardi. Así por ejemplo, en No el factor predominante es la debilidad de carácter de personaje central, misma que le impide precisamente sostener su decisión de negarse. Y en La vida en el espejo la clave de lectura es la progresiva escisión de su personalidad que padece el narrador. En El amante espléndido el conjunto de la peripecia puede leerse como un delirio erótico-místico de la joven protagonista. La única de las novelas de Lissardi en que el impulso erótico ocupa todo el escenario es La Bestia, pero eso es así porque el personaje central de esta obra es precisamente el Fauno, encarnación mitológica del deseo erótico.
La figura central, directa o indirectamente presente en la literatura de Lissardi, es la figura mitológica del Fauno. En Acerca de la naturaleza de los faunos, su supuesto diario personal, Lissardi desarrolla, por oposición al paradigma del amor puro que ha sido central en la cultura de Occidente, la idea del paradigma fáunico, una tradición oculta y reprimida que expresa la ansiedad erótica no menos inherente a nuestra cultura, aunque mucho menos reconocida y muy malinterpretada. Lissardi ubica a su literatura como una exploración de los núcleos neurálgicos de esta tradición oculta.
La producción de Lissardi presenta dos etapas bien diferenciadas. En la primera la peripecia de sus personajes está determinada por contextos históricos, mitológicos o metafísicos. Sus personajes están diseñados y condicionados por fuerzas que los trascienden (la Muerte, el totalitarismo, el fin del mundo, la relación con Dios, etc.). Este primer momento finaliza con Acerca de la naturaleza de los faunos. En la segunda etapa el destino de sus personajes está determinado fundamentalmente por sus peculiaridades éticas y psicológicas. En lo más íntimo de las ficciones de este segundo momento lo que prima es la dimensión intrínsecamente paradojal de la experiencia humana.
El estilo de Lissardi se caracteriza por la sencillez, la transparencia y la concentración. Toma distancia de la mera parquedad mediante la utilización intensiva de símiles. Por momentos, en busca de la velocidad y de la intensidad narrativas, asoman en su prosa soluciones inusuales en el terreno de la sintaxis. Admite la influencia de autores tan diferentes como Ross Macdonald, José Lezama Lima, Isaac Bashevis Singer, Marco Vassi y Arno Schmidt.
Dada la crudeza que caracteriza a su erótica, entre sus admiradores y sus detractores se ha desarrollado una polémica en torno a si su obra puede o no ser calificada de pornográfica. Lissardi ha intentado zanjar la polémica promoviendo desde sus artículos y entrevistas una distinción entre erotismo y pornografía según la cual la pornografía solo busca representar la actividad sexual, mientras que el objetivo del erotismo es representar el Deseo.
Su Trilogía de la infidelidad (compuesta por las novelas Los secretos de Romina Lucas, Horas-puente y Ulisa) fue elegida en la encuesta anual de la revista Los Inrockuptibles entre las diez ficciones rioplatenses más importantes del 2009. 
La difusión comercial de su obra alcanza actualmente a Uruguay, Argentina e Israel. Coordinó para los Centros Culturales de España en Uruguay y en Argentina el ciclo Erotica Australis (2009-2010), que congregó a autores de ambos países, en cuya obra destaca el trabajo sobre lo erótico. 
Entre 2008 y 2010 publicó semanalmente la columna «El diario de un erotómano», en el portal de noticias de internet Montevideo Comm, comentando aspectos de la actualidad cultural.
En mayo de 2010, junto a Alan Pauls, Edgardo Cozarinsky, Margo Glantz y Elsa Drucaroff, actuó como jurado del Primer Festival Iberoamericano de Nueva Narrativa, en Ushuaia, Tierra del Fuego. En julio de ese mismo año, participó del Segundo Festival Internacional de Literatura de Buenos Aires (FILBA), y en octubre, dictó el curso «El deseo y Occidente: una introducción al paradigma fáunico», en el Museo de Arte Latinoamericano de Buenos Aires (Malba).
En 2011 recibió el Premio Nacional de Ensayo, que otorga el Ministerio de Educación y Cultura de Uruguay, por su libro Porno y postporno.
En 2012 fue invitado por la Feria Internacional del Libro de Buenos Aires para participar del Diálogo de los Escritores Latinoamericanos.
En 2015 se publica el libro El estilo de los otros. Conversaciones con escritores contemporáneos de América Latina, de Mauro Libertella (Universidad Diego Portales) en el que participa junto a Ricardo Piglia, Alan Pauls, Margo Glantz, Mario Bellatin, Alejandro Zambra, Juan Villoro, Diamela Eltit, Silvia Molloy.
En 2015 participa en el Festival Internacional de Literatura de Buenos Aires (FILBA) en diálogo público con la escritora Catherine Millet., 
En 2017, conjuntamente con Ana Grynbaum, dicta el curso EROTOPÍAS en el Museo de Arte Latinoamericano de Buenos Aires (MALBA)

## Obras

### Cuentos
- Calientes (1994) sin ISBN

### Novelas
- Aurora lunar (del inquisidor, Uruguay, 1996) ISBN 978-9974-39-058-3
- Últimas conversaciones con el fauno (Fin de Siglo, Uruguay, 1997) ISBN 978-9974-49-098-7
- Interludio, interlunio (Fin de Siglo, Uruguay, 1998) ISBN 978-9974-49-126-6
- Evangelio para el fin de los tiempos (Fin de Siglo, Uruguay, 1999) ISBN 978-9974-49-237-8
- El amante espléndido (del inquisidor, Uruguay, 2002) ISBN 978-9974-7706-0-2
- Primer amor, último amor (del inquisidor, Uruguay, 2004) ISBN 978-9974-7706-1-4
- Acerca de la naturaleza de los faunos (del inquisidor, Uruguay, 2006) ISBN 978-9974-7706-2-9
- Los secretos de Romina Lucas (HUM, 2007) ISBN 978-9974-699-24-3
- Horas-puente (HUM, 2007) ISBN 978-9974-8066-4-1
- Ulisa (HUM, 2008) 978-9974-8066-3-4
- Una como ninguna (HUM, 2008) ISBN 978-9974-8140-3-5
- La vida en el espejo (HUM, 2009) ISBN 978-9974-687-04-2
- No (HUM, 2010) ISBN 978-9974-687-44-8
- La bestia (HUM, 2010) ISBN 978-9974-687-43-1
- El centro del mundo (Editorial Planeta Argentina, 2013; incluye las novelas El centro del mundo, La diosa idiota y La educación burguesa) ISBN 978-950-49-3157-7
- Los días felices (Santiago Arcos Editor, Buenos Aires, 2015) ISBN 978-987-3960-02-4
- El acecho (Santiago Arcos Editor, Buenos Aires, 2016) ISBN 978-987-3960-09-3
- El jardín de los sentidos (Vergara, México, 2017; incluye las novelas Horas libres, Los secretos de Romina Lucas y Ulisa)
- Interludio, interlunio (2ª ed. revisada, Sorojchi, Buenos Aires, 2018) ISBN 978-987-46788-0-5
- La Sagrada Familia (Añosluz, Buenos Aires, 2018) ISBN 978-987-4083-09-8
- Continuum (Muerde Muertos, Buenos Aires, 2019) ISBN 978-987-46507-6-4
- La mujer infiel. Cuatro historias optimistas (Muerde Muertos, Buenos Aires, 2019) ISBN 978-987-46507-8-8
- El quinto viaje ( Muerde Muertos, Buenos Aires, 2020) ISBN 978-987-47347-3-0
- La reputación de una mujer (Los libros del inquisidor, Montevideo-Buenos Aires,2021) ISBN 978-9915-40-403-5
- Las dos o ninguna seguida de La edad de la sabiduría (Los libros del inquisidor, Buenos Aires, 2021) ISBN 978-9915-40-617-6
- El ápice y otras historias (Los libros del inquisidor, Buenos Aires, 2022) ISBN 978-9915-402-970

### ENSAYOS
- Después de la pornografía (incl. en Porno y postporno, HUM, 2011, coautores: Roberto Echavarren, Amir Hamed). ISBN 978-9974-687-10-3
- La pasión erótica. Del sátiro griego a la pornografía en Internet (Editorial Paidós Argentina, 2013) (2a. edición, corregida y aumentada, Los libros del inquisidor, Buenos Aires, 2021) ISBN 978-991540-616-9
- Memoria y ángel (incl. en Me lo llevaré a la sepultura, Malba, 2016, Argentina, coautores: J.M.Coetzee, M.Bellatin, M.Glantz, Alexander Kluge, etc.). ISBN 978-987-46154-3-5
- Erotopías. Las estrategias del Deseo (Muerde Muertos, Argentina, 2020;Los libros del inquisidor, Montevideo, 2021) ISBN 978-9915-4040-4-2

### OBRA RECIENTE
- El amigo de las mujeres" (Los libros del inquisidor, Buenos Aires, 2023) ISBN 978-9974-7706-4-5
- Edén (Los libros del inquisidor, Buenos Aires, 2023) ISBN 978-9974-7706-3-8
- The being of light and the idiot goddess (Los libros del inquisidor, Buenos Aires, 2023) ISBN 978-9915-40-971-9